# Бушмаки
Бушмаки — деревня в Оричевском районе Кировской области в составе Шалеговского сельского поселения.

## География
Расположена на расстоянии примерно 2 км на запад от административного центра поселения села Шалегово и 12 км по прямой на юго-запад от райцентра поселка Оричи.

## История
Известна с 1671 года как починок Трошки Новикова да Екимка Малцова с 6 дворами, в 1765 году в починке Трофима Новикова 55 жителей. В 1873 году здесь (починок Трофима Новикова или Бушмаковы) 12 дворов и 90 жителей, в 1905 году — 26 и 192, в 1926 году (деревня Бушмаковы или Трофима Новикова) — 33 и 177, в 1950 году — 26 и 99, в 1989 году оставался 1 постоянный житель. Настоящее название утвердилось с 1939 года. 

## Население
Постоянное население составляло 3 человека (русские 100%) в 2002 году, 6 в 2010 году.